# Copa Suecia
La Copa Suecia fue una competencia de fútbol oficial, no regular, organizada por la AFA durante el receso del torneo de Primera División impuesto por la participación del Seleccionado argentino en la Copa Mundial de 1958.
El certamen fue disputado por los dieciséis clubes que participaban del Campeonato de Primera División 1958. Los equipos fueron divididos en dos zonas de ocho conjuntos cada una, jugándose en dos ruedas, clasificando el primero de cada una de ellas a la instancia final.
El partido decisivo del torneo, cuyo trofeo fue donado por el embajador sueco en Argentina, Carl Borgenstierna (de allí el nombre con el cual se conoce la Copa), se jugó, curiosamente, dos años después de iniciada la competencia, en abril de 1960, y consagró campeón al Club Atlético Atlanta, saliendo subcampeón Racing Club.

## Equipos participantes

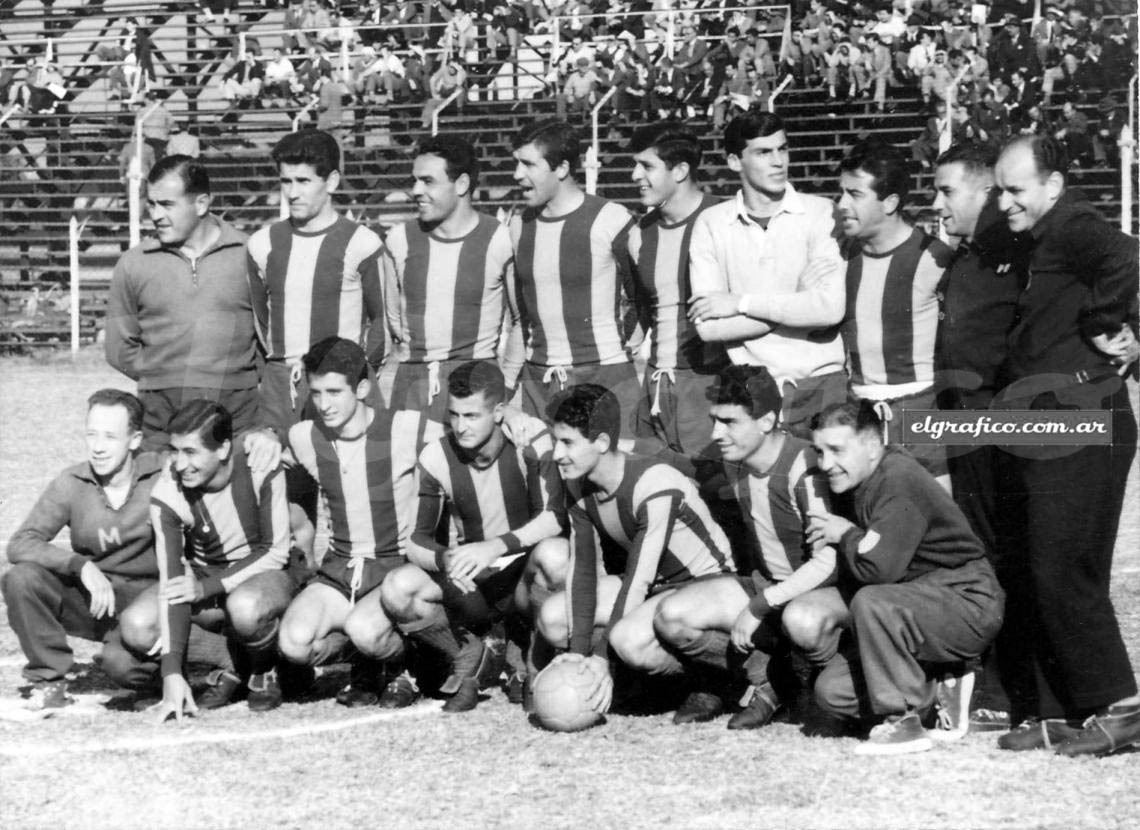
Formación de Atlanta que derrotó a Racing en la final.

| Equipo             | Ciudad       |
| ------------------ | ------------ |
| Argentinos Juniors | Buenos Aires |
| Atlanta            | Buenos Aires |
| Boca Juniors       | Buenos Aires |
| Central Córdoba    | Rosario      |
| Estudiantes        | La Plata     |
| Gimnasia y Esgrima | La Plata     |
| Huracán            | Buenos Aires |
| Independiente      | Avellaneda   |
| Lanús              | Lanús Este   |
| Newell's Old Boys  | Rosario      |
| Racing Club        | Avellaneda   |
| River Plate        | Buenos Aires |
| Rosario Central    | Rosario      |
| San Lorenzo        | Buenos Aires |
| Tigre              | Victoria     |
| Vélez Sarsfield    | Buenos Aires |

### Distribución geográfica de los equipos
| Región                 | Cant. | Equipos                                                                                        |
| ---------------------- | ----- | ---------------------------------------------------------------------------------------------- |
| Ciudad de Buenos Aires | 7     | Argentinos Juniors, Atlanta, Boca Juniors, Huracán, River Plate, San Lorenzo y Vélez Sarsfield |
| Conurbano bonaerense   | 4     | Independiente, Lanús, Racing Club y Tigre                                                      |
| Ciudad de Rosario      | 3     | Central Córdoba, Newell's Old Boys y Rosario Central                                           |
| Ciudad de La Plata     | 2     | Estudiantes y Gimnasia y Esgrima                                                               |

## Fase de grupos

### Grupo 1
| Pos | Equipo              | Pts | PJ | G  | E | P  | GF | GC | DIF |
| --- | ------------------- | --- | -- | -- | - | -- | -- | -- | --- |
| 1º  | Racing Club         | 21  | 14 | 10 | 1 | 3  | 34 | 16 | 18  |
| 2º  | Newell's Old Boys   | 18  | 13 | 8  | 2 | 3  | 24 | 15 | 9   |
| 3º  | Estudiantes (LP)    | 15  | 14 | 5  | 5 | 4  | 27 | 22 | 5   |
| 4º  | Tigre               | 15  | 13 | 5  | 5 | 3  | 27 | 25 | 2   |
| 5º  | Huracán             | 13  | 14 | 4  | 5 | 5  | 23 | 27 | -4  |
| 6º  | Vélez Sarsfield     | 13  | 14 | 3  | 7 | 4  | 25 | 30 | -5  |
| 7º  | Boca Juniors        | 9   | 14 | 3  | 3 | 8  | 18 | 25 | -7  |
| 8º  | Central Córdoba (R) | 6   | 14 | 2  | 2 | 10 | 15 | 33 | -18 |

|  |                         |
|  | Clasificado a la final. |

### Grupo 2
| Pos | Equipo             | Pts | PJ | G | E | P | GF | GC | DIF |
| --- | ------------------ | --- | -- | - | - | - | -- | -- | --- |
| 1º  | Atlanta            | 17  | 14 | 7 | 3 | 4 | 26 | 18 | 8   |
| 1º  | Rosario Central    | 17  | 14 | 8 | 1 | 5 | 33 | 29 | 4   |
| 3º  | Lanús              | 15  | 14 | 6 | 3 | 5 | 27 | 28 | -1  |
| 4º  | Argentinos Juniors | 15  | 14 | 6 | 3 | 5 | 30 | 26 | 4   |
| 5º  | Independiente      | 13  | 14 | 5 | 3 | 6 | 29 | 24 | 5   |
| 6º  | San Lorenzo        | 13  | 14 | 4 | 5 | 5 | 23 | 27 | -4  |
| 7º  | River Plate        | 11  | 14 | 4 | 3 | 7 | 23 | 30 | -7  |
| 8º  | Gimnasia (LP)      | 11  | 14 | 4 | 3 | 7 | 25 | 34 | -9  |

|  |                                                          |
|  | Clasificado a la final tras desempatar el primer puesto. |
|  | Desempató el primer puesto.                              |

### Resultados
| Fecha 1                | Fecha 1   | Fecha 1                 | Fecha 1                                 | Fecha 1  |
| Zona 1                 | Zona 1    | Zona 1                  | Zona 1                                  | Zona 1   |
| Local                  | Resultado | Visitante               | Estadio                                 | Fecha    |
| ---------------------- | --------- | ----------------------- | --------------------------------------- | -------- |
| Central Córdoba (R)    | 0 - 2     | Huracán (BA)            | Estadio de Newell's Old Boys            | Abril 20 |
| Estudiantes (LP)       | 3 - 0     | Racing Club             | Estadio de Estudiantes (LP)             | Abril 20 |
| Tigre                  | 0 - 0     | Boca Juniors            | Estadio José Dellagiovanna              | Abril 20 |
| Vélez Sarsfield        | 1 - 0     | Newell's Old Boys       | Estadio José Amalfitani                 | Abril 20 |
| Zona 2                 |           |                         |                                         |          |
| Local                  | Resultado | Visitante               | Estadio                                 | Fecha    |
| Independiente (A)      | 3 - 0     | Gimnasia y Esgrima (LP) | Estadio de Independiente (Doble Visera) | Abril 20 |
| River Plate            | 1 - 4     | Atlanta                 | Estadio Monumental                      | Abril 20 |
| Rosario Central        | 4 - 2     | Argentinos Juniors      | Estadio Gigante de Arroyito             | Abril 20 |
| San Lorenzo de Almagro | 5 - 1     | Lanús                   | Estadio El Gasómetro                    | Abril 20 |

| Fecha 2                 | Fecha 2   | Fecha 2                | Fecha 2                         | Fecha 2  |
| Zona 1                  | Zona 1    | Zona 1                 | Zona 1                          | Zona 1   |
| Local                   | Resultado | Visitante              | Estadio                         | Fecha    |
| ----------------------- | --------- | ---------------------- | ------------------------------- | -------- |
| Boca Juniors            | 0 - 3     | Newell's Old Boys      | Estadio "La Bombonera"          | Abril 27 |
| Central Córdoba (R)     | 1 - 2     | Vélez Sarsfield        | Estadio de Newell's Old Boys    | Abril 27 |
| Huracán (BA)            | 1 - 1     | Estudiantes (LP)       | Estadio Jorge Newbery (Huracán) | Abril 27 |
| Racing Club             | 4 - 2     | Tigre                  | El Cilindro de Avellaneda       | Abril 27 |
| Zona 2                  |           |                        |                                 |          |
| Local                   | Resultado | Visitante              | Estadio                         | Fecha    |
| Argentinos Juniors      | 3 - 1     | River Plate            | Estadio José Amalfitani         | Abril 26 |
| Atlanta                 | 4 - 2     | Independiente (A)      | El Cajoncito de Humboldt        | Abril 26 |
| Gimnasia y Esgrima (LP) | 1 - 2     | Lanús                  |                                 | Abril 26 |
| Rosario Central         | 3 - 1     | San Lorenzo de Almagro | Estadio Gigante de Arroyito     | Abril 26 |

| Fecha 3                | Fecha 3   | Fecha 3                 | Fecha 3                                 | Fecha 3 |
| Zona 1                 | Zona 1    | Zona 1                  | Zona 1                                  | Zona 1  |
| Local                  | Resultado | Visitante               | Estadio                                 | Fecha   |
| ---------------------- | --------- | ----------------------- | --------------------------------------- | ------- |
| Estudiantes (LP)       | 2 - 2     | Central Córdoba (R)     | Estadio de Estudiantes (LP)             | Mayo 4  |
| Newell's Old Boys      | 2 - 1     | Racing Club             | Estadio de Newell's Old Boys            | Mayo 4  |
| Tigre                  | 1 - 1     | Huracán (BA)            | Estadio José Dellagiovanna              | Mayo 4  |
| Vélez Sarsfield        | 2 - 2     | Boca Juniors            | Estadio José Amalfitani                 | Mayo 4  |
| Zona 2                 |           |                         |                                         |         |
| Local                  | Resultado | Visitante               | Estadio                                 | Fecha   |
| Independiente (A)      | 1 - 1     | Argentinos Juniors      | Estadio de Independiente (Doble Visera) | Mayo 4  |
| Lanús                  | 1 - 0     | Atlanta                 | -                                       | Mayo 4  |
| River Plate            | 3 - 1     | Rosario Central         | Estadio Monumental                      | Mayo 4  |
| San Lorenzo de Almagro | 1 - 1     | Gimnasia y Esgrima (LP) | Estadio El Gasómetro                    | Mayo 4  |

| Fecha 4             | Fecha 4   | Fecha 4                 | Fecha 4                         | Fecha 4 |
| Zona 1              | Zona 1    | Zona 1                  | Zona 1                          | Zona 1  |
| Local               | Resultado | Visitante               | Estadio                         | Fecha   |
| ------------------- | --------- | ----------------------- | ------------------------------- | ------- |
| Central Córdoba (R) | 1 - 4     | Tigre                   | Estadio de Newell's Old Boys    | Mayo 11 |
| Estudiantes (LP)    | 3 - 3     | Vélez Sarsfield         | Estadio de Estudiantes (LP)     | Mayo 11 |
| Huracán (BA)        | 1 - 2     | Newell's Old Boys       | Estadio Jorge Newbery (Huracán) | Mayo 11 |
| Racing Club         | 3 - 2     | Boca Juniors            | El Cilindro de Avellaneda       | Mayo 11 |
| Zona 2              |           |                         |                                 |         |
| Local               | Resultado | Visitante               | Estadio                         | Fecha   |
| Argentinos Juniors  | 1 - 1     | Lanús                   | Estadio Argentinos Juniors      | Mayo 11 |
| Atlanta             | 3 - 3     | Gimnasia y Esgrima (LP) | El Cajoncito de Humboldt        | Mayo 11 |
| River Plate         | 3 - 1     | San Lorenzo de Almagro  | Estadio Monumental              | Mayo 11 |
| Rosario Central     | 2 - 1     | Independiente (A)       |                                 | Mayo 11 |

| Fecha 5                 | Fecha 5   | Fecha 5             | Fecha 5                                 | Fecha 5 |
| Zona 1                  | Zona 1    | Zona 1              | Zona 1                                  | Zona 1  |
| Local                   | Resultado | Visitante           | Estadio                                 | Fecha   |
| ----------------------- | --------- | ------------------- | --------------------------------------- | ------- |
| Boca Juniors            | 1 - 3     | Huracán (BA)        | Estadio "La Bombonera"                  | Mayo 18 |
| Newell's Old Boys       | 1 - 1     | Central Córdoba (R) | Estadio de Newell's Old Boys            | Mayo 18 |
| Tigre                   | 3 - 3     | Estudiantes (LP)    | Estadio José Dellagiovanna              | Mayo 18 |
| Vélez Sarsfield         | 2 - 3     | Racing Club         | Estadio José Amalfitani                 | Mayo 18 |
| Zona 2                  |           |                     |                                         |         |
| Local                   | Resultado | Visitante           | Estadio                                 | Fecha   |
| Gimnasia y Esgrima (LP) | 3 - 2     | Argentinos Juniors  | -                                       | Mayo 18 |
| Independiente (A)       | 6 - 1     | River Plate         | Estadio de Independiente (Doble Visera) | Mayo 18 |
| Lanús                   | 5 - 0     | Rosario Central     | -                                       | Mayo 18 |
| San Lorenzo de Almagro  | 4 - 3     | Atlanta             | Estadio El Gasómetro                    | Mayo 18 |

| Fecha 6             | Fecha 6   | Fecha 6                 | Fecha 6                                 | Fecha 6 |
| Zona 1              | Zona 1    | Zona 1                  | Zona 1                                  | Zona 1  |
| Local               | Resultado | Visitante               | Estadio                                 | Fecha   |
| ------------------- | --------- | ----------------------- | --------------------------------------- | ------- |
| Central Córdoba (R) | 2 - 1     | Boca Juniors            | Estadio de Newell's Old Boys            | Junio 1 |
| Estudiantes (LP)    | 2 - 0     | Newell's Old Boys       | Estadio de Estudiantes (LP)             | Junio 1 |
| Huracán (BA)        | 0 - 0     | Racing Club             | Estadio Jorge Newbery (Huracán)         | Junio 1 |
| Tigre               | 2 - 2     | Vélez Sarsfield         | Estadio José Dellagiovanna              | Junio 1 |
| Zona 2              |           |                         |                                         |         |
| Local               | Resultado | Visitante               | Estadio                                 | Fecha   |
| Argentinos Juniors  | 0 - 1     | Atlanta                 | Estadio Argentinos Juniors              | Junio 1 |
| Independiente (A)   | 2 - 0     | San Lorenzo de Almagro  | Estadio de Independiente (Doble Visera) | Junio 1 |
| River Plate         | 2 - 3     | Lanús                   | Estadio Monumental                      | Junio 1 |
| Rosario Central     | 3 - 1     | Gimnasia y Esgrima (LP) | Estadio Gigante de Arroyito             | Junio 1 |

| Fecha 7                 | Fecha 7   | Fecha 7             | Fecha 7                      | Fecha 7 |
| Zona 1                  | Zona 1    | Zona 1              | Zona 1                       | Zona 1  |
| Local                   | Resultado | Visitante           | Estadio                      | Fecha   |
| ----------------------- | --------- | ------------------- | ---------------------------- | ------- |
| Boca Juniors            | 1 - 0     | Estudiantes (LP)    | Estadio "La Bombonera"       | Junio 5 |
| Newell's Old Boys       | 4 - 1     | Tigre               | Estadio de Newell's Old Boys |         |
| Racing Club             | 2 - 0     | Central Córdoba (R) | El Cilindro de Avellaneda    |         |
| Vélez Sarsfield         | 1 - 1     | Huracán (BA)        | Estadio José Amalfitani      |         |
| Zona 2                  |           |                     |                              |         |
| Local                   | Resultado | Visitante           | Estadio                      | Fecha   |
| Atlanta                 | 4 - 2     | Rosario Central     | El Cajoncito de Humboldt     | Junio 5 |
| Gimnasia y Esgrima (LP) | 2 - 1     | River Plate         | -                            | Junio 5 |
| Lanús                   | 3 - 1     | Independiente (A)   | -                            | Junio 5 |
| San Lorenzo de Almagro  | 0 - 2     | Argentinos Juniors  | Estadio El Gasómetro         | Junio 5 |

| Fecha 8                 | Fecha 8   | Fecha 8                | Fecha 8                         | Fecha 8    |
| Zona 1                  | Zona 1    | Zona 1                 | Zona 1                          | Zona 1     |
| Local                   | Resultado | Visitante              | Estadio                         | Fecha      |
| ----------------------- | --------- | ---------------------- | ------------------------------- | ---------- |
| Boca Juniors            | 2 - 3     | Tigre                  | Estadio "La Bombonera"          | Junio 8    |
| Huracán (BA)            | 3 - 1     | Central Córdoba (R)    | Estadio Jorge Newbery (Huracán) | Junio 8    |
| Newell's Old Boys       | 2 - 2     | Vélez Sarsfield        | Estadio de Newell's Old Boys    | Junio 8    |
| Racing Club             | 1 - 0     | Estudiantes (LP)       | El Cilindro de Avellaneda       | Junio 8    |
| Zona 2                  |           |                        |                                 |            |
| Local                   | Resultado | Visitante              | Estadio                         | Fecha      |
| Argentinos Juniors      | 2 - 1     | Rosario Central        | Estadio Argentinos Juniors      | 3 de abril |
| Atlanta                 | 1 - 1     | River Plate            | El Cajoncito de Humboldt        | 3 de abril |
| Gimnasia y Esgrima (LP) | 2 - 1     | Independiente (A)      | -                               | 3 de abril |
| Lanús                   | 2 - 2     | San Lorenzo de Almagro | -                               | 3 de abril |

| Fecha 9                | Fecha 9   | Fecha 9                 | Fecha 9                                 | Fecha 9  |
| Zona 1                 | Zona 1    | Zona 1                  | Zona 1                                  | Zona 1   |
| Local                  | Resultado | Visitante               | Estadio                                 | Fecha    |
| ---------------------- | --------- | ----------------------- | --------------------------------------- | -------- |
| Estudiantes (LP)       | 4 - 2     | Huracán (BA)            | Estadio de Estudiantes (LP)             | Junio 15 |
| Newell's Old Boys      | 1 - 0     | Boca Juniors            | Estadio de Newell's Old Boys            | Junio 15 |
| Tigre                  | 3 - 1     | Racing Club             | Estadio José Dellagiovanna              | Junio 15 |
| Vélez Sarsfield        | 4 - 1     | Central Córdoba (R)     | Estadio José Amalfitani                 | Junio 15 |
| Zona 2                 |           |                         |                                         |          |
| Local                  | Resultado | Visitante               | Estadio                                 | Fecha    |
| Independiente (A)      | 0 - 0     | Atlanta                 | Estadio de Independiente (Doble Visera) | Junio 15 |
| Lanús                  | 2 - 3     | Gimnasia y Esgrima (LP) | -                                       | Junio 15 |
| River Plate            | 0 - 0     | Argentinos Juniors      | Estadio Monumental                      | Junio 15 |
| San Lorenzo de Almagro | 1 - 1     | Rosario Central         | Estadio El Gasómetro                    | Junio 15 |

| Fecha 10                | Fecha 10  | Fecha 10               | Fecha 10                        | Fecha 10 |
| Zona 1                  | Zona 1    | Zona 1                 | Zona 1                          | Zona 1   |
| Local                   | Resultado | Visitante              | Estadio                         | Fecha    |
| ----------------------- | --------- | ---------------------- | ------------------------------- | -------- |
| Central Córdoba (R)     | 2 - 0     | Estudiantes (LP)       | Estadio de Newell's Old Boys    | Junio 21 |
| Boca Juniors            | 1 - 1     | Vélez Sarsfield        | Estadio "La Bombonera"          | Junio 22 |
| Racing Club             | 3 - 1     | Newell's Old Boys      | El Cilindro de Avellaneda       | Junio 22 |
| Huracán (BA)            | 1 - 1     | Tigre                  | Estadio Jorge Newbery (Huracán) | Julio 2  |
| Zona 2                  |           |                        |                                 |          |
| Local                   | Resultado | Visitante              | Estadio                         | Fecha    |
| Argentinos Juniors      | 3 - 2     | Independiente (A)      | Estadio Argentinos Juniors      | Junio 22 |
| Atlanta                 | 1 - 0     | Lanús                  | El Cajoncito de Humboldt        | Junio 22 |
| Gimnasia y Esgrima (LP) | 2 - 2     | San Lorenzo de Almagro | -                               | Junio 22 |
| Rosario Central         | 3 - 1     | River Plate            | Estadio Gigante de Arroyito     | Junio 22 |

| Fecha 11                | Fecha 11  | Fecha 11            | Fecha 11                                | Fecha 11 |
| Zona 1                  | Zona 1    | Zona 1              | Zona 1                                  | Zona 1   |
| Local                   | Resultado | Visitante           | Estadio                                 | Fecha    |
| ----------------------- | --------- | ------------------- | --------------------------------------- | -------- |
| Boca Juniors            | 0 - 2     | Racing Club         | Estadio "La Bombonera"                  | Junio 29 |
| Newell's Old Boys       | 3 - 1     | Huracán (BA)        | Estadio de Newell's Old Boys            | Junio 29 |
| Vélez Sarsfield         | 3 - 3     | Estudiantes (LP)    | Estadio José Amalfitani                 | Junio 29 |
| Tigre                   | 4 - 2     | Central Córdoba (R) | Estadio José Dellagiovanna              | Junio 29 |
| Zona 2                  |           |                     |                                         |          |
| Local                   | Resultado | Visitante           | Estadio                                 | Fecha    |
| Gimnasia y Esgrima (LP) | 0 - 1     | Atlanta             | -                                       | Junio 29 |
| Independiente (A)       | 5 - 3     | Rosario Central     | Estadio de Independiente (Doble Visera) | Junio 29 |
| Lanús                   | 4 - 3     | Argentinos Juniors  | -                                       | Junio 29 |
| San Lorenzo de Almagro  | 3 - 1     | River Plate         | Estadio El Gasómetro                    | Junio 29 |

| Fecha 12            | Fecha 12  | Fecha 12                | Fecha 12                                      | Fecha 12  |
| Zona 1              | Zona 1    | Zona 1                  | Zona 1                                        | Zona 1    |
| Local               | Resultado | Visitante               | Estadio                                       | Fecha     |
| ------------------- | --------- | ----------------------- | --------------------------------------------- | --------- |
| Central Córdoba (R) | 1 - 2     | Newell's Old Boys       | Estadio Gigante de Arroyito (Rosario Central) | Julio 16  |
| Estudiantes (LP)    | 3 - 0     | Tigre                   | Estadio de Estudiantes (LP)                   | Julio 16  |
| Racing Club         | 4 - 0     | Vélez Sarsfield         | El Cilindro de Avellaneda                     | Julio 16  |
| Huracán (BA)        | 3 - 6     | Boca Juniors            | Estadio Jorge Newbery (Huracán)               | Agosto 12 |
| Zona 2              |           |                         |                                               |           |
| Local               | Resultado | Visitante               | Estadio                                       | Fecha     |
| Atlanta             | 0 - 2     | San Lorenzo de Almagro  | El Cajoncito de Humboldt                      | Agosto 6  |
| River Plate         | 3 - 1     | Independiente (A)       | Estadio Monumental                            | Agosto 6  |
| Rosario Central     | 5 - 1     | Lanús                   |                                               | Agosto 6  |
| Argentinos Juniors  | 6 - 4     | Gimnasia y Esgrima (LP) | Estadio Argentinos Juniors                    | Agosto 27 |

| Fecha 13                | Fecha 13  | Fecha 13            | Fecha 13                        | Fecha 13   |
| Zona 1                  | Zona 1    | Zona 1              | Zona 1                          | Zona 1     |
| Local                   | Resultado | Visitante           | Estadio                         | Fecha      |
| ----------------------- | --------- | ------------------- | ------------------------------- | ---------- |
| Boca Juniors            | 1 - 0     | Central Córdoba (R) | Estadio Jorge Newbery (Huracán) | Agosto 22  |
| Newell's Old Boys       | 3 - 1     | Estudiantes (LP)    | Estadio de Newell's Old Boys    | Agosto 27  |
| Racing Club             | 5 - 0     | Huracán (BA)        | El Cilindro de Avellaneda       | Agosto 27  |
| Vélez Sarsfield         | 1 - 3     | Tigre               | Estadio José Amalfitani         | Agosto 27  |
| Zona 2                  |           |                     |                                 |            |
| Local                   | Resultado | Visitante           | Estadio                         | Fecha      |
| Atlanta                 | 4 - 0     | Argentinos Juniors  | El Cajoncito de Humboldt        | Octubre 8  |
| San Lorenzo de Almagro  | 1 - 1     | Independiente (A)   | Estadio El Gasómetro            | Octubre 8  |
| Gimnasia y Esgrima (LP) | 2 - 3     | Rosario Central     |                                 | Octubre 15 |
| Lanús                   | 1 - 1     | River Plate         | -                               | Octubre 29 |

| Fecha 14            | Fecha 14  | Fecha 14                | Fecha 14                                | Fecha 14            |
| Zona 1              | Zona 1    | Zona 1                  | Zona 1                                  | Zona 1              |
| Local               | Resultado | Visitante               | Estadio                                 | Fecha               |
| ------------------- | --------- | ----------------------- | --------------------------------------- | ------------------- |
| Central Córdoba (R) | 1 - 5     | Racing Club             | Estadio de Newell's Old Boys            | Diciembre 23        |
| Huracán (BA)        | 4 - 1     | Vélez Sarsfield         | Estadio Jorge Newbery (Huracán)         | Diciembre 30        |
| Estudiantes (LP)    | 2 - 1     | Boca Juniors            | Estadio de Estudiantes (LP)             | 6 de enero de 1959  |
| Tigre               | N - J     | Newell's Old Boys       | -                                       | 6 de enero de 1959  |
| Zona 2              |           |                         |                                         |                     |
| Local               | Resultado | Visitante               | Estadio                                 | Fecha               |
| River Plate         | 4 - 1     | Gimnasia y Esgrima (LP) | Estadio Monumental                      | Noviembre 26        |
| Argentinos Juniors  | 5 - 0     | San Lorenzo de Almagro  | Estadio Argentinos Juniors              | Diciembre 30        |
| Rosario Central     | 2 - 0     | Atlanta                 | Estadio Gigante de Arroyito             | 4 de enero de 1959  |
| Independiente (A)   | 3 - 1     | Lanús                   | Estadio de Independiente (Doble Visera) | 26 de abril de 1959 |

#### Desempate del Grupo 2
| Partido  | Partido   | Partido         | Partido           | Partido             | Partido |
| Equipo 1 | Resultado | Equipo 2        | Estadio           | Fecha               |         |
| -------- | --------- | --------------- | ----------------- | ------------------- | ------- |
| Atlanta  | 1 - 0     | Rosario Central | Newell's Old Boys | 29 de abril de 1959 |         |

### Tabla general
| Pos | Equipo                  | Pts | PJ | G  | E | P  | GF | GC | DIF |
| --- | ----------------------- | --- | -- | -- | - | -- | -- | -- | --- |
| 1º  | Racing Club             | 21  | 14 | 10 | 1 | 3  | 34 | 16 | 18  |
| 2º  | Newell's Old Boys       | 18  | 13 | 8  | 2 | 3  | 24 | 15 | 9   |
| 3º  | Atlanta                 | 17  | 14 | 7  | 3 | 4  | 26 | 18 | 8   |
| 4º  | Rosario Central         | 17  | 14 | 8  | 1 | 5  | 33 | 29 | 4   |
| 5º  | Estudiantes (LP)        | 15  | 14 | 5  | 5 | 4  | 27 | 22 | 5   |
| 6º  | Argentinos Juniors      | 15  | 14 | 6  | 3 | 5  | 30 | 26 | 4   |
| 7º  | Tigre                   | 15  | 13 | 5  | 5 | 3  | 27 | 25 | 2   |
| 8º  | Lanús                   | 15  | 14 | 6  | 3 | 5  | 27 | 28 | -1  |
| 9º  | Independiente           | 13  | 14 | 5  | 3 | 6  | 29 | 24 | 5   |
| 10º | Huracán                 | 13  | 14 | 4  | 5 | 5  | 23 | 27 | -4  |
| 11º | San Lorenzo             | 13  | 14 | 4  | 5 | 5  | 23 | 27 | -4  |
| 12º | Vélez Sarsfield         | 13  | 14 | 3  | 7 | 4  | 25 | 30 | -5  |
| 13º | River Plate             | 11  | 14 | 4  | 3 | 7  | 23 | 30 | -7  |
| 14º | Gimnasia y Esgrima (LP) | 11  | 14 | 4  | 3 | 7  | 25 | 34 | -9  |
| 15º | Boca Juniors            | 9   | 14 | 3  | 3 | 8  | 18 | 25 | -7  |
| 16º | Central Córdoba (R)     | 6   | 14 | 2  | 2 | 10 | 15 | 33 | -18 |

## Final

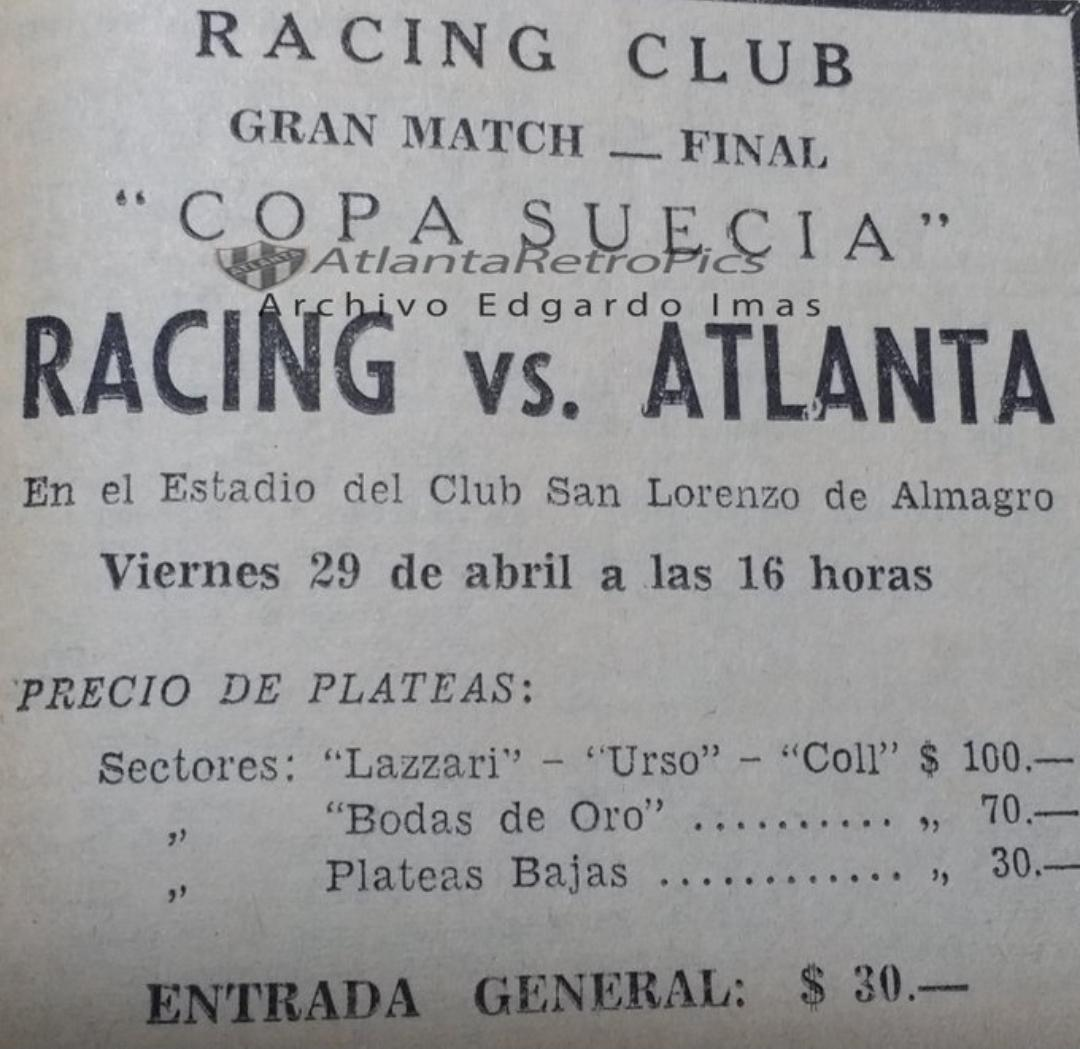

| POR | Néstor Martín Errea       |     |
| DEF | Oscar Alejo Clariá        |     |
| DEF | Julio Alberto Nuin        |     |
| MED | Norberto Antonio De Sanzo |     |
| MED | Carlos Timoteo Griguol    |     |
| MED | Rodolfo Carlos Betinotti  |     |
| DEL | Mario Griguol             | 24' |
| DEL | Alberto Mario González    |     |
| DEL | Domingo Rodríguez         |     |
| DEL | Roberto Francisco Bellomo |     |
| DEL | Walter José Roque         |     |
| DT  | Manuel Giúdice            |     |

| POR | Osvaldo Jorge Negri  | 45' |
| DEF | Norberto Anido       |     |
| DEF | Juan Carlos Murúa    |     |
| MED | Néstor De Vicente    |     |
| MED | Vladislao Cap        |     |
| MED | Julio Gianella       |     |
| DEL | Manuel Alberto Murúa |     |
| DEL | José María Ferrero   |     |
| DEL | Juan José Pizzuti    |     |
| DEL | Rubén Héctor Sosa    |     |
| DEL | Raúl Oscar Belén     |     |
| DT  | José Della Torre     |     |

| POR | Ataúlfo Sánchez | 45' |

| Anotado | 13' | Nuin     |
| Anotado | 41' | Bellomo  |
| Anotado | 74' | González |

| Anotado | 62' | Sosa |

| POR | Néstor Martín Errea       |     |
| DEF | Oscar Alejo Clariá        |     |
| DEF | Julio Alberto Nuin        |     |
| MED | Norberto Antonio De Sanzo |     |
| MED | Carlos Timoteo Griguol    |     |
| MED | Rodolfo Carlos Betinotti  |     |
| DEL | Mario Griguol             | 24' |
| DEL | Alberto Mario González    |     |
| DEL | Domingo Rodríguez         |     |
| DEL | Roberto Francisco Bellomo |     |
| DEL | Walter José Roque         |     |
| DT  | Manuel Giúdice            |     |

| POR | Osvaldo Jorge Negri  | 45' |
| DEF | Norberto Anido       |     |
| DEF | Juan Carlos Murúa    |     |
| MED | Néstor De Vicente    |     |
| MED | Vladislao Cap        |     |
| MED | Julio Gianella       |     |
| DEL | Manuel Alberto Murúa |     |
| DEL | José María Ferrero   |     |
| DEL | Juan José Pizzuti    |     |
| DEL | Rubén Héctor Sosa    |     |
| DEL | Raúl Oscar Belén     |     |
| DT  | José Della Torre     |     |

| POR | Ataúlfo Sánchez | 45' |

| Anotado | 13' | Nuin     |
| Anotado | 41' | Bellomo  |
| Anotado | 74' | González |

| Anotado | 62' | Sosa |

|                                           |
| Campeón Club Atlético Atlanta 1.er título |

## Goleadores
| Jugador              | Jugador                   | Goles | Equipo           |
| -------------------- | ------------------------- | ----- | ---------------- |
| Bandera de Argentina | Domingo Zabaleta          | 11    | Lanús            |
| Bandera de Argentina | Elvio Porcel de Peralta   | 10    | Tigre            |
| Bandera de Argentina | Juan Alberto Castro       | 9     | Rosario Central  |
| Bandera de Argentina | Rubén Carlos Koroch       | 9     | Estudiantes (LP) |
| Bandera de Argentina | Pedro Waldemar Manfredini | 9     | Racing Club      |